# USS Dewey (DD-349)
USS Dewey (DD-349) – amerykański niszczyciel typu Farragut, drugi oddany do użytku z serii ośmiu okrętów zbudowanych dla marynarki wojennej Stanów Zjednoczonych w latach 30. XX wieku. Brał aktywny udział w wojnie na Pacyfiku podczas drugiej wojny światowej.

## Budowa
Stępkę pod niszczyciel położono 16 grudnia 1932 roku w stoczni Bath Iron Works na wschodnim wybrzeżu Stanów Zjednoczonych. Wodowanie odbyło się 28 lipca 1934 roku, a okręt został oddany do użytku 4 października 1934 roku. Nazwa niszczyciela pochodzi od nazwiska amerykańskiego admirała Georga Deweya. Był to pierwszy okręt o tej nazwie w historii marynarki wojennej Stanów Zjednoczonych.

## Historia

### Okres przedwojenny (1934–1941)
Pierwszym dowódcą został kapitan Harry Wilbur Hill. Początkowy okres prób oraz szkolenia załogi, okręt spędził na Karaibach w okolicach Guantanamo. Później niszczyciel udał się do bazy w Norfolk, skąd 1 kwietnia 1935 roku odbył rejs na zachodnie wybrzeże Stanów Zjednoczonych do bazy w San Diego, do której został przebazowany. W następnych latach okręt brał udział w wielu szkoleniach i manewrach floty na Pacyfiku. Odbył rejsy na Alaskę oraz do Ameryki Południowej. W okresie od 4 stycznia do 12 kwietnia 1939 roku, okręt powrócił na Atlantyk, gdzie uczestniczył w dorocznych ćwiczeniach "Fleet Problems". Później USS "Dewey" powrócił na Pacyfik do bazy w Pearl Harbor, gdzie pozostał od września 1939 roku do 1941 roku.

### II wojna światowa (1941–1945)
7 grudnia 1941 roku, w dniu ataku Japończyków, USS "Dewey" znajdował się w porcie Pearl Harbor oczekując na przegląd. Wraz z innymi niszczycielami 1. Dywizjonu 2. Eskadry Niszczycieli do której okręt przynależał, prowadził ostrzał z broni pokładowej do nadlatujących bombowców japońskich. Jeszcze tego samego dnia, razem z innymi okrętami ze swojego dywizjonu, wyruszył na pierwszy patrol bojowy wokół Hawajów. 
15 grudnia niszczyciel "Dewey" dołączył jako eskorta do Task Force 11 (TF 11), który podążał na wyspę Wake gdzie trwały zacięte walki. Później powrócił do służby patrolowej. W lutym 1942 roku, ponownie dołączył do TF 11 i razem z lotniskowcem USS "Lexington" uczestniczył w rajdzie na Rabaul, a następnie na Lae i Salamaua. 26 marca okręt powrócił do bazy w Pearl Harbor. Wraz z TF 11 15 kwietnia wziął udział w kolejnym rajdzie w rejonie Wysp Salomona. 5 maja wraz ze swoją grupą dołączył do lotniskowa Yorktown i uczestniczył w bitwie na Morzu Koralowym. Podczas bitwy prowadził ogień przeciwlotniczy osłaniając lotniskowiec USS "Lexington", który z powodu odniesionych uszkodzeń oraz wybuchu pożaru zatonął. USS "Dewey" podjął 112 rozbitków z utraconego lotniskowca i osłaniając uszkodzony lotniskowiec "Yorktown" odpłynął w kierunku Pearl Harbor. 26 maja wszedł w skład eskorty lotniskowca USS "Enteprise", który wyruszył w kierunku Midway. 6 czerwca został oddelegowany do eskorty zbiornikowca "Platte" wracając do Pearl Harbor. Zaraz potem wyruszył ponownie na Midway jako eskorta dla lotniskowca USS "Saratoga".
7 sierpnia 1942 roku niszczyciel "Dewey" osłaniał lądowanie Amerykanów na Guadalcanal. Brał udział w misji ratunkowej transportowca "George F. Elliot", podejmując z wody 40 rozbitków. 24 sierpnia niszczyciel eskortował lotniskowiec "Saratoga" w czasie bitwy u Wschodnich Wysp Salomonów. 31 sierpnia po trafieniu lotniskowca USS "Saratoga" torpedą przez japoński okręt podwodny, USS "Dewey" wyruszył wraz z uszkodzoną jednostką do Pearl Harbor, gdzie grupa dotarła 23 września.
27 grudnia okręt wraz załoga został wysłany na wody w pobliżu Alaski. Uczestniczył w misji ratunkowej bliźniaczej jednostki, niszczyciela "Worden", który w okolicach wyspy Amczitka zatonął po uderzeniu w skały.
7 maja 1943 roku zawinął do portu San Pedro, gdzie dołączył do grupy biorącej udział w inwazji na Aleuty. 16 sierpnia osłaniał lądowanie żołnierzy marines na wyspę Kiska. Okręt powrócił do portu w San Francisco 19 września, eskortując grupę okrętów LST. 
13 stycznia 1944 roku USS "Dewey" wypłynął z bazy w San Diego w kierunku atolu Kwajalein, gdzie dotarł 31 stycznia. Następnie okręt został przydzielony do eskorty lotniskowców biorących udział w ataku na Majuro 11 lutego. 18 lutego osłaniał inwazję na Eniwetok. Później eskortował konwoje podążające pomiędzy Eniwetok, Roi i Majuro. Od 22 marca do 6 czerwca wchodził w skład TF 58. 1 maja 1944 roku osłaniał atak na bazę w Truk.
USS "Dewey" od 6 czerwca osłaniał grupę lotniskowców w ich rajdzie na Tinian i Saipan, gdzie od 13 do 14 czerwca uczestniczył w bombardowaniu wyspy. W dniach 19–20 lipca okręt wziął udział w bitwie na Morzu Filipińskim, gdzie udało mu się podjąć sporą liczbę pilotów którzy musieli przymusowo lądować z powodu braku paliwa. 
1 sierpnia 1944 roku niszczyciel dołączył do grupy osłaniającej transportowce podczas lądowania na wyspę Guam. Osłaniał ogniem bezpośrednim, grupę rekonesansową która likwidowała podwodne przeszkody przygotowując tory podejścia dla marines. 28 lipca okręt został odesłany na remont do stoczni w Puget Sound. 
30 września niszczyciel "Dewey" powrócił na otwarte wody jako osłona dla grupy logistycznej 3. Floty. 18 grudnia niszczyciel wraz z resztą 3. Floty wpłynął w centrum tajfunu Cobra. Okręt około północy utracił całą moc i pozbawiony kontroli dryfował pośród ogromnych fal, osiągając przechyły bliskie 75 stopni. Pomimo sporych uszkodzeń, w tym straceniu pierwszego komina, załodze udało się utrzymać statek na powierzchni. Niszczyciel został skierowany do bazy na atolu Ulithi w celu dokonania niezbędnych napraw. Powrócił do działań 17 lutego 1945 roku w okolicach Iwo Jimy. 23 lutego pomógł przełamać kontrnatarcie wroga na Iwo Jimie, strzelając pociskami oświetlającymi.
Od 4 do 6 marca 1945 roku USS Dewey został przydzielony do eskorty grupy logistycznej biorącej udział w ataku na Okinawę. Osłaniał między innymi tankowiec, który był odpowiedzialny za uzupełnianie paliwa lotniskowców. W rejonie Okinawy okręt pozostał do zakończenia działań bojowych.

### Okres powojenny (1945–1946)
21 sierpnia okręt wyruszył w rejs do bazy w San Diego. Dotarł tam już po kapitulacji Japonii 7 września. Z powodu słabego stanu technicznego okrętu, który uczestniczył w działaniach wojennych na Pacyfiku od 1941 roku oraz ogólnie swojego wieku i faktu, że marynarka wojenna Stanów Zjednoczonych posiadała w linii wiele niszczycieli znacznie nowszego typu, została podjęta decyzja o wycofaniu jednostki ze służby. Wkrótce USS "Dewey" wyruszył w ostatni rejs na wschodnie wybrzeże Stanów Zjednoczonych, gdzie dotarł 26 września do Brooklyn Navy Yard. Został wycofany ze służby 19 października 1945 roku, a następnie sprzedany na złom 20 grudnia 1946 roku.

## Odznaczenia
Za aktywny udział w bitwach podczas II wojny światowej USS "Dewey" został uhonorowany 13 gwiazdami bitewnymi.

## Zobacz także
- Niszczyciele typu Farragut